# Asan, Katmandu
Asan (Nepal Bhasa: असं, nepalsko असन) (alternativna imena: Asan Tol असन टोल, Asan Twāh असं त्वाः) je obredni, gospodarski in stanovanjski trg v osrednjem delu Katmanduja, glavnem mestu Nepala. Je ena najbolj znanih zgodovinskih lokacij v mestu in slovi po bazarju, festivalskem koledarju in strateški lokaciji. Asan je bil opisan kot eden od lepih primerov nevarskega tradicionalnega azijskega bazarja. Večino prebivalstva sestavljajo kaste Tuladhar, Maharjan, Shrestha, Bajracharya in Shakya .
Šest ulic se približa Asanu, ki dajejo trgu večni vrvež . Bazar v Asanu privablja kupce iz vsega Katmanduja zaradi velike raznolikosti trgovskega blaga, ki se prodaja tukaj, od živil, začimb in tekstilij do elektronike in plemenitih kovin.
Asan je tudi eno izmed priljubljenih turističnih točk v mestu zaradi arhitekturnih znamenitosti in očarljivega ambienta . Obstajajo banke, restavracije in pošta. Na vzhodni strani sta dve taksi stojnici in avtobusno postajališče.

## Zgodovina
Asan leži na eni od dveh legendarnih indijsko-tibetanskih trgovskih poti, ki gredo skozi Katmandu. Zaradi te zgodovine je Asan ena od glavnih mestnih tržnic že od antičnih časov. Trgovska pot je diagonalno poravnana, odsek znotraj mesta pa se razteza od Katmandujskega kraljevega trga do Asana in na severovzhod. 

## Znamenitosti
- Tempelj Annapurna Ajimā (alternativno ime: Asanmaru Ajimā असंमरु अजिमा) obvladuje Asan. Ona je boginja bogatega živilskega zrnja in je božanstvo zaščitnik soseske. Boginja je predstavljena z napolnjeno mero zrnja.
- Tempelj Ganeša (alternativno ime Ganedya गनेद्य:) stoji na severni strani trga. Tempelj je bil obnovljen in njegovi strešniki zamenjani leta 1928. Vsaka tradicionalna soseska Nevarcev ima svetišče Ganeša.
- Nyālon (न्यालोहं), kar pomeni »ribji kamen«, je kamnita figura ribe, ki je na podstavku v središču trga. Označuje mesto, kjer je riba padla z neba in je povezana z legendarno ustanovitvijo Asana.
- Na severozahodni strani trga je majhen tempelj, posvečen božanstvu Narayana.
- Yita Chapā (यिता चपा:) pomeni 'južni paviljon', je dolga stavba na južni strani trga. V njem so svetišča in dvorana za himne, kjer se domačini zberejo, da pojejo hvalnice.
- Asan Dabu je kamnita ploščad, kjer se na festivalih odvijajo sveti plesi in glasbene prireditve. V drugih časih jo pokrivajo trgovine.
- Ulice in poti, ki izhajajo iz trga, vsebujejo svetišča in sveta dvorišča. Budistična dvorišča Takse Bāhā, Kwathu Bāhā, Hāku Bāhā, Dhālāsikwa Bāhā, Dagu Bāhā, Asan Bāhā in Hwakhā Bāhā so okrog trga. Vsak od njih ima okrašeno svetišče s podobo Bude in izbrane stupe. [5]

## Festivali
Asan je kulturno in versko središče in prizorišče številnih festivalov in procesij.
- Asan: Chālan (असं: चाल na dan po Vijaya Dashami) je eden največjih festivalov v Asanu, kar pomeni glavni dan Dashain za Nevarce v Asanu (zlasti skupnost Maharjan). Proslavljajo slovesnost Tika in Kuma Nakigu (कुम नकेगु) častijo izbranega otroka kot otroke Annapurne Ajimā iz Maharjanske skupnosti Asana: (असं: िकसन pomeni kmet asan). Pozneje ponoči nosijo hindujsko božanstvo Annapurna Ajimā (začetek Annapurna Jatra) prenašajo iz Asana do Thahity, Jyatha, Balkumari in počivajo v Bhotahity (dom Annapurne Ajimā) celo noč. Organizira se oktobra.
- Annapurna Jatra na drugi dan praznovanja kočij Annapurne Ajimā se nadaljuje tam, kjer je počivala (Bhotahity). Idol boginje Asanbhalu Annapurna Ajimā, zaščitnica Asana, je postavljeno na nosilec in se prevaža po mestu od Thaneyā (थनेया:) do Koneyā (कॊनेया:) skupaj z glasbenimi skupinami cel dan. Potem se vrne tja, kjer pripada (Asan). Povorka poteka oktobra.
- Dyah Lwākegu (द्य: ल्वाकेगु) je eden najpomembnejših festivalov v Asanu. Tri prenosna svetišča s podobami boginj iz Wotu, Tebahal in Kanga prinesejo v Asan. Odvija se na drugi dan festivala Pahan Charhe (पाहां चह्रे) v aprilu.
- Jana Baha Dyah Jatra (जनबहाः द्यः जात्रा) je praznik kočij svetega Avalokiteśvara, budističnega božanstva, ki ga popularno imenujemo Jana Baha Dyah. Vozilo se ustavi čez noč v Asanu, od koder se pelje na naslednjo postajo na Kraljevem trgu. Privrženci imajo maslene svetilke na celotnem trgu v čast božanstvu. Povorka poteka v aprilu.
- Drugi dan kozmičnega festivala Kumāri Jātrā so skozi Asan potegnili tri vozičke s človeško podobo Ganeša, Bhairava in Kumari. Procesija vozov je del Indra Jatra in je znana kot Thaneyā (थनेया:). Odvija se v mesecu septembru.

## Glasbene družbe
Asan Kisan Bājan Khala (Nepal Bhasa: असं िकसन बाजं खल: Maharjan skupnost) predvaja predano glasbo v Asanu na festivalih, kot so Dashain, Bhintuna (mha puja in tihar), Jyapu Diwas (Yo mori Punhi), Jana Baha Dyah Jatra (जनबहाः द्यः जात्रा Chaitya Dashain). Asan Bājan Khala (Skupnost Tuladhar) tudi predvaja glasbo na asanu med dashain festivalom. Njeni člani prav tako zjutraj romajo do Swayambhu in igrajo glasbo Gunla Bajan v svetem mesecu Gunle (okoli avgusta). Annapurna Gyānmala Bhajan Khala je sosedska družba pevcev pesmi.

## Galerija
- Asan iz severovzhoda
- Izrezljano okno, Dhalasikwa Baha
- Glasbena skupina Gunla Bajan
- Zelenjavni trg
- Slika iz zrnja
- Timpanon v Hwakha Baha
- Voz Jana Baha Dyah
- Fasada